# 히고국

히고 국

히고국(일본어: 肥後国 히고노쿠니[*])은 사이카이도에 설치된 일본의 옛 구니이다. 현재의 구마모토현에 해당한다.
히 국(火国/肥国)을 분할하여 7세기 말에 성립되었다. 히고 국(肥後国)이 《속일본기》에 처음 등장하는 지토 천황 10년(696년) 이전의 어느 시점에선가 히젠국과 히고 국이 나뉘었다고 추정된다.

## 군
- 다마나군(玉名郡)

.* 야마가군(山鹿郡)
- 기쿠치군(菊池郡)
- 아소군(阿蘇郡)
- 고시군 (구마모토현)(일본어판)(合志郡)
- 야마모토군 (히고국)(일본어판)(山本郡)
- 아키타군(飽田郡)
- 다쿠마군(일본어판)(託麻郡)
- 마시키군(일본어판)(益城郡) - 에도 시대에 가미마시키 군과 시모마시키 군으로 분할.
  - 시모마시키군(下益城郡)
  - 가미마시키군(上益城郡)
- 우토군(일본어판)(宇土郡)
- 야쓰시로군(八代郡)
- 아마쿠사군(天草郡)
- 아시키타군(葦北郡)
- 구마군(球麻郡 / 球磨郡)

## 같이 보기
- 구마모토번
- 우토번
- 히토요시번